# Dost Mohammed Khan

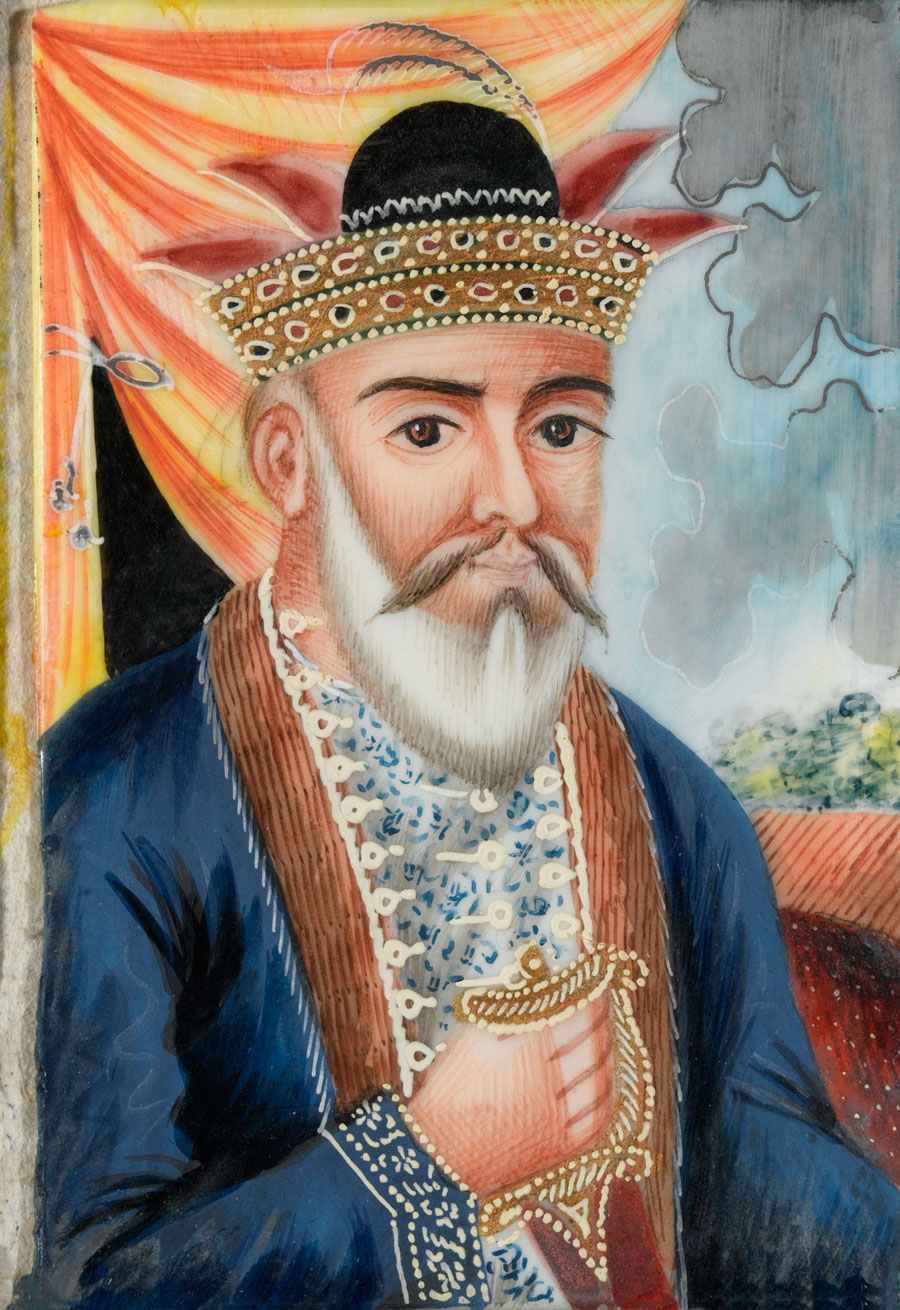
Dost Mohammad Khan

Dost Mohammed Khan (ook wel getranslitereerd als Dost Mahommed, Dost Muhammad of Dust Muhammad) (Perzisch: دوست محمد خان بارکزی) (Kandahar, 23 december 1793 - Herat, 9 juni 1863) was emir van Afghanistan (1823-1839 en 1842-1863), en de belangrijkste man in de Afghaanse politiek in het midden van de 19e eeuw.

## Opkomst van Dost Mohammed
Dost Mohammed kwam uit de Muhammadzay clan van de Barakzay-stam. Hij was de jongste zoon van Zayid Khan en de broer van Fath Khan, de sterke man en feitelijke machthebber tijdens de regering van koning Mahmud Shah Durrani  (1800-1803 en 1809-1818). In 1818 werd Fath Khan door de rivaliserende Popalzay-clan vermoord. Dit leidde tot een algemene opstand van de broers van Fath Khan, die Mahmud Shah dwongen te vluchten van Kaboel naar Herat. Hierna streden de diverse broers vooral tegen elkaar, een situatie die voortduurde totdat in 1823 Dost Mohammed erkend werd als heerser over Kaboel, zij het nog niet over de rest van het land.
In 1836 liet Dost Mohammed zichzelf uitroepen tot Amir al Mu'minin (leider der gelovigen), daarmee aangevende dat hij zichzelf beschouwde als een leider in de jihad (in het bijzonder tegen de Sikhs). Zijn grote doel was het Pesjawar op de Sikhs te heroveren. In april 1837 leek dit doel verwezenlijkt te kunnen worden toen zijn zoon Muhammad Akbar Khan de Sikhs versloeg bij Jamrud, nabij Peshawar, maar Dost Mohammed besloot de stad niet in te trekken. De Sikhs waren bondgenoten van de in India machtige Britten, en Dost Mohammed wilde eerst toestemming van de Britten krijgen.
Datzelfde jaar werd een Britse onderhandelaar, Alexander Burnes, naar Kaboel gezonden. De onderhandelingen liepen aanvankelijk soepel, maar liepen uiteindelijk stuk op de kwestie Pesjawar. In november belegerde de Perzische sjah Muhammad Sha Qajar, met Russische steun, Herat, dat nog in handen was van Kamran, de zoon van Shah Mahsud. De Russen, overtuigd van de aanstaande val van Herat, zonden via Kandahar ook een gezant naar Kaboel, Ivan Viktorovich Vitkevich. Dost Mohammed probeerde tussen beide grootmachten te schipperen: Hij verlangde een overeenkomst met de Britten, maar om druk uit te oefenen op de Britten over Pesjawar, onderhandelde hij ook met de Russen. Aan de andere kant wilde hij de Russen ook weer niet te veel geven, omdat dat de Britten tegen de haren in zou strijken, en bovendien de Perzen en/of zijn broers in Kandahar in de kaart zou kunnen spelen. Uiteindelijk vertrokken in april beide onderhandelaars zonder resultaat. De problemen rond Herat werden opgelost door de Britten, die het eiland Kharq in de Perzische Golf bezetten om zo de Perzen te dwingen het beleg op te geven.
De Britten besloten wat Afghanistan betreft de zaken in eigen hand te nemen. Er werd een verdrag gesloten tussen de Britten, Sikh-leider Ranjit Singh en de voormalige Afghaanse koning (1803-1809) Shah Shuja Durrani, die in ballingschap leefde in Brits Indië. De Britten en Sikhs zouden Shah Shuja terug op de troon helpen, terwijl Shah Shuja op zijn beurt alle aanspraken op door de Sikhs bezette gebieden (dus ook Pesjawar) zou opgeven.

## Eerste Anglo-Afghaanse oorlog
Een groot Brits leger (20.000 man troepen en 40.000 man overig personeel) trok nog in december van datzelfde jaar op onder leiding van Sir John Keane via Kandahar naar Kaboel. Een tweede, kleinere macht, vertrok vanuit Pesjawar. Op 7 augustus 1839 werd Shah Shuja op de troon gezet, en Dost Mohammed moest vluchten, eerst naar het Oezbeekse gebied in het noorden van Afghanistan, en toen ook daar geen hulp kwam naar Buchara.
Het leek erop dat de Britten Afghanistan makkelijk hadden veroverd, maar de onrust onder de bevolking was groot. Dat merkte ook Dost Mohammeds zoon Akbar Khan, die in 1841 naar Kaboel terugkeerde, en zich aan het hoofd stelde van de oppositiegroepen. De Britten beloofden zich terug te trekken over de Indus, maar probeerden van onenigheid tussen de aanhangers van de Sadovay-dynastie (Shah Shuja en anderen) en die van Dost Mohammed gebruik te maken. Akbar Khan kwam dit ter ore, en hij liet de leiders van de Britse troepen vermoorden. In januari 1842 vertrokken de Britten alsnog. De terugtrekkende Britten werden door de Afghanen aangevallen, en velen sneuvelden of gaven zich over; naar verluidt keerde slechts 1 man daadwerkelijk naar Jalalabad terug.
Ghazni werd door de Afghanen veroverd, maar Kandahar bleef in Britse handen. Shah Shuja werd gedwongen tegen de Britten in Jalalabad te vechten, en sneuvelde. De Britten, die terugkeerden, hadden het relatief eenvoudig tegen een verdeeld Afghaans leger. De Britten hadden echter genoeg van hun Afghaanse avontuur, en trokken zich opnieuw terug. Dost Mohammed leek de enige te zijn die de eenheid in Afghanistan kon herstellen, en werd daarom door de Britten uitgenodigd om zijn positie als emir weer in te nemen.

## De latere jaren
Dost Mohammed bleef tot zijn dood de leider van Afghanistan. Gedurende deze periode kwam het tot een langzame verbetering in de verstandhouding met de Britten. De Britten hielden zich afzijdig van Afghanistan (de zogenaamde politiek van 'Masterly Inactivity'). In 1855 werden in het verdrag van Pesjawar de bestaande grenzen tussen Afghanistan en Brits-Indië (dat de Sikhs had verslagen) door beide partijen erkend, en in 1857 werd het Anglo-Afghaanse vriendschapsverdrag gesloten, dat onder meer voorzag in ondersteuning van Afghanistan door de Britten met geld en wapens (de Perzen hadden opnieuw hun oog laten vallen op Herat), en de vestiging van een Brits gezantschap in Kandahar. Tijdens de Indische Muiterij in 1857 hield Dost Mohammed zich afzijdig, hoewel de binnenlandse druk om Pesjawar te bezetten sterk was.
Het belangrijkste wapenfeit van Dost Mohammed in deze periode was het herenigen van het versplinterde gezag in Afghanistan. Waar in 1842 hij eigenlijk alleen Kaboel en omgeving beheerste, waren bij zijn dood alleen Maymana en Badakshan nog onafhankelijk van het centrale gezag. Kort voor zijn dood wist hij Herat op de Perzen te heroveren.